# Groenoorbaardvogel
De groenoorbaardvogel (Psilopogon faiostrictus synoniem: Megalaima faiostricta) is een baardvogel die voorkomt in Zuidoost-Azië.

## Beschrijving
De groenoorbaardvogel is 24,5 tot 27 cm lang. De vogel heeft een relatief grote kop en een korte staart. De vogel lijkt sterk op de gestreepte baardvogel, maar is kleiner en heeft geen opvallende gele oogring. Volwassen vogels hebben een bruingekleurde kop en borst met witte streepjes. De oorstreek is groen, de snavel is donker en  de buik is geel met groene strepen. Verder is de vogel groen gekleurd. Mannetje, vrouwtje en onvolwassen vogels verschillen weinig onderling.

## Verspreiding en leefgebied
De groenoorbaardvogel komt voor in het zuiden van China, Cambodja, Laos, Thailand en Vietnam. Het is een standvogel van half open loofbos tot op een hoogte van 900 m boven de zeespiegel.
De soort telt twee ondersoorten:
- P. f. praetermissus: van zuidelijk China tot noordelijk Thailand, Laos en noordelijk Vietnam.
- P. f. faiostrictus: centraal en zuidelijk Thailand, Cambodja en zuidelijk Vietnam.

## Status
De groenoorbaardvogel heeft een groot verspreidingsgebied en daardoor alleen al is de kans op uitsterven uiterst gering. De grootte van de populatie is niet gekwantificeerd. Er is aanleiding te veronderstellen dat de soort in aantal stabiel blijft. Om deze redenen staat deze baardvogel als niet bedreigd op de Rode Lijst van de IUCN.